# 마틴 리스

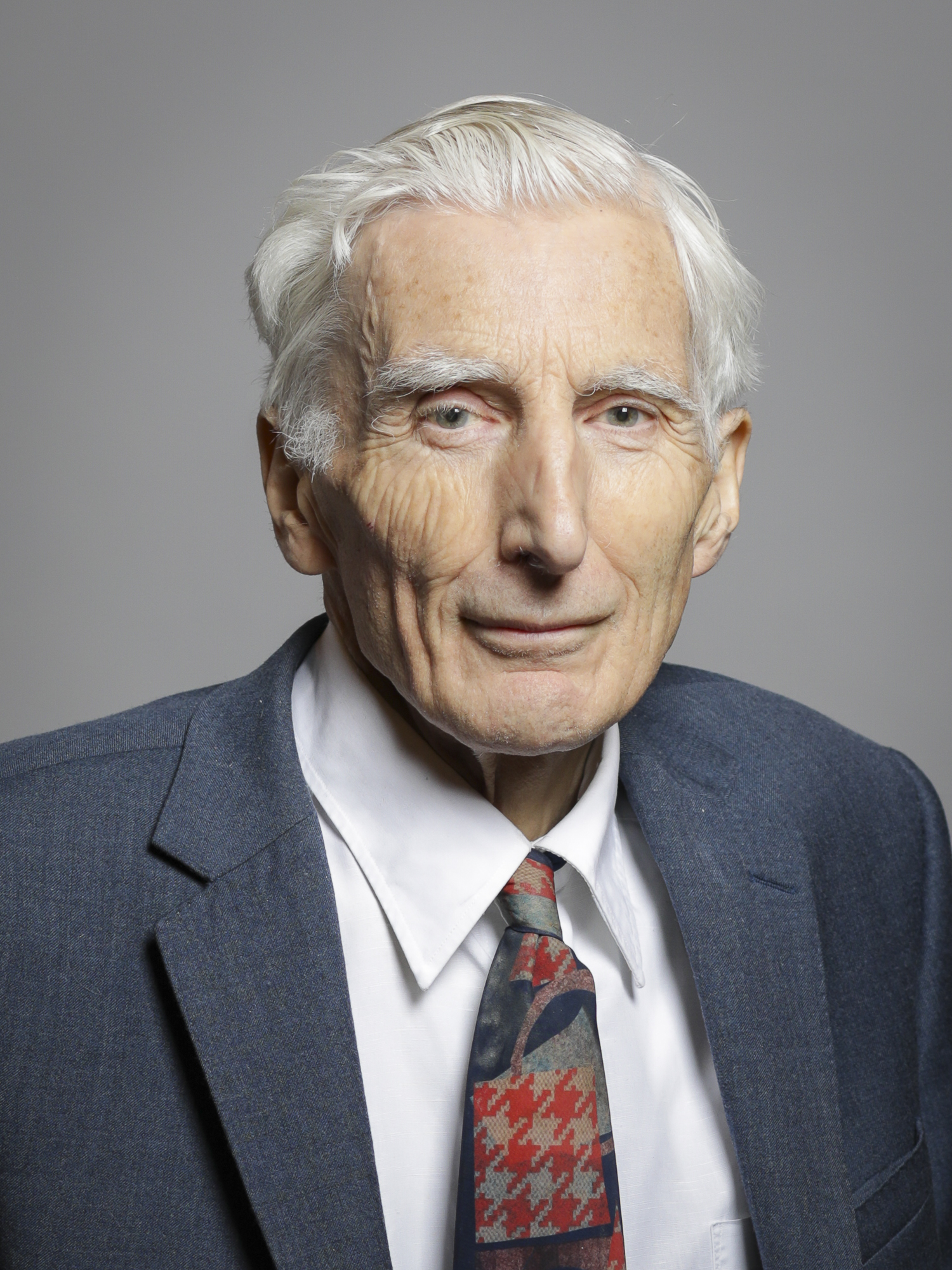
2019년 모습

마틴 리스(Martin Rees, 본명: 마틴 존 리스, Martin John Rees, Baron Rees of Ludlow OM FRS FREng FMedSci FRAS HonFInstP, 1942년 6월 23일 ~ )는 영국의 우주학자이자 천체물리학자이다. 1995년에 임명된 15번째 왕립 천문학자이며, 2004년부터 2012년까지 케임브리지 트리니티 칼리지의 석사, 2005년부터 2010년까지 왕립학회 회장을 역임했다.

## 교육과 어린 시절
리스는 1942년 6월 23일 영국 요크에서 태어났다. 전쟁 중 방랑 생활을 한 후 그의 부모와 교사는 웨일즈 국경 근처 슈롭셔주의 시골 지역에 외동 딸인 리스(Rees)와 함께 정착했다. 그곳에서 그의 부모는 진보적인 교육 개념을 바탕으로 한 기숙 학교인 베드스톤 칼리지를 설립했다. 그는 베드스톤 칼리지에서 교육을 받았으며 13세부터 슈루즈베리 스쿨(Shrewsbury School)에서 교육을 받았다. 그는 트리니티 칼리지 (케임브리지 대학교)에서 수학 삼각학을 공부했고, 일등 우등으로 졸업했다. 그런 다음 그는 케임브리지에서 대학원 연구를 수행하고 1967년 데니스 샤마(Dennis Sciama)의 지도 하에 박사 학위를 마쳤다. 1960년대 중반 리스의 대학원 천체 물리학 작업은 빅뱅의 확인에서 이르기까지 획기적인 새로운 발견의 폭발과 동시에 일어났다. 중성자별과 블랙홀의 발견, 그리고 수많은 다른 사실들이 밝혀졌다.